# تله‌پرفورمنس
تله‌پرفورمنس (انگلیسی: Teleperformance) شرکت فناوری اطلاعات فرانسوی است، که در سال ۱۹۷۸ تأسیس شد.